# Mielno (powiat koniński)
Mielno – osada w Polsce położona w województwie wielkopolskim, w powiecie konińskim, w gminie Wierzbinek, na prawym brzegu Noteci. Na zachód od miejscowości położone jest jezioro Mielno. Do 31 grudnia 2016 była to część wsi Obory.
W latach 1975–1998 miejscowość należała administracyjnie do województwa konińskiego.
W gminnej ewidencji zabytków ujęty jest murowany młyn wodny z 1948 roku.